# 石川駿介
石川 駿介（いしかわ しゅんすけ、1988年8月14日 - ）は、地方競馬の大井競馬場東京都騎手会所属の騎手。勝負服の柄は胴緑・赤星散、袖白・赤二本輪。東京都出身、血液型O型、身長157cm、体重46kg。地方競馬教養センター騎手課程第83期生。

## 来歴
2006年3月31日付けで地方競馬騎手免許を取得。同年4月9日大井競馬第1競走C3十二組十三組条件戦6番人気クエーサーネフェルで初騎乗（14頭立て14着）。同年6月27日大井競馬第1競走C3五組六組条件戦を4番人気ブライトワールドで優勝し、初勝利。
2008年1月14日第22回全日本新人王争覇戦出場（11人中9位）。同年2月20日平成19年度南関東公営競馬最優秀新人騎手賞受賞。
2010年6月1日から9月30日まで佐賀競馬で技術研鑽騎手として期間限定騎乗を行うと発表された。佐賀競馬での所属は真島元徳厩舎。
2012年12月3日に鈴木啓之厩舎に所属変更となった。
2015年1月13日より東京都騎手会所属となった。
地方通算成績は720戦20勝・2着28回・3着29回・勝率2.8%・連対率6.7%（2010年6月15日現在）